# نوردسون
نوردسون (انگلیسی: Nordson) شرکت ماشین‌آلات آمریکایی است، که در سال ۱۹۵۴ تأسیس شد.